# Занзибар (город)

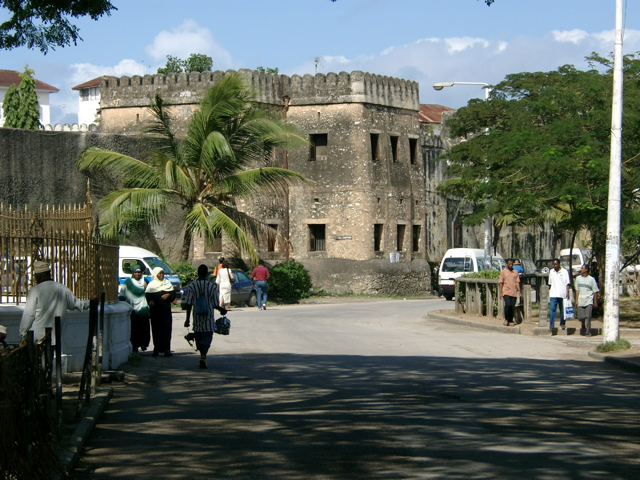
Форт Занзибар

Занзиба́р (суахили Jiji la Zanzibar, англ. Zanzibar City) — город в Танзании, на западном берегу острова Занзибар. Административный центр автономного Занзибара и его административных единиц: области Западный Занзибар и округа Город Занзибар.
Численность населения (в пределах округа Город Занзибар (суахили Mjini («Городской») или Jiji la Zanzibar («Город Занзибар»)) — 205 870 жителей (2002), 256 543 жителя (2008), 129 097 жителей (2009).
Первое поселение на месте города основано в XVI веке, город был центром работорговли. С 1840 по 1856 годы, при Саиде ибн Султане, столицей султаната Маскат и Оман.

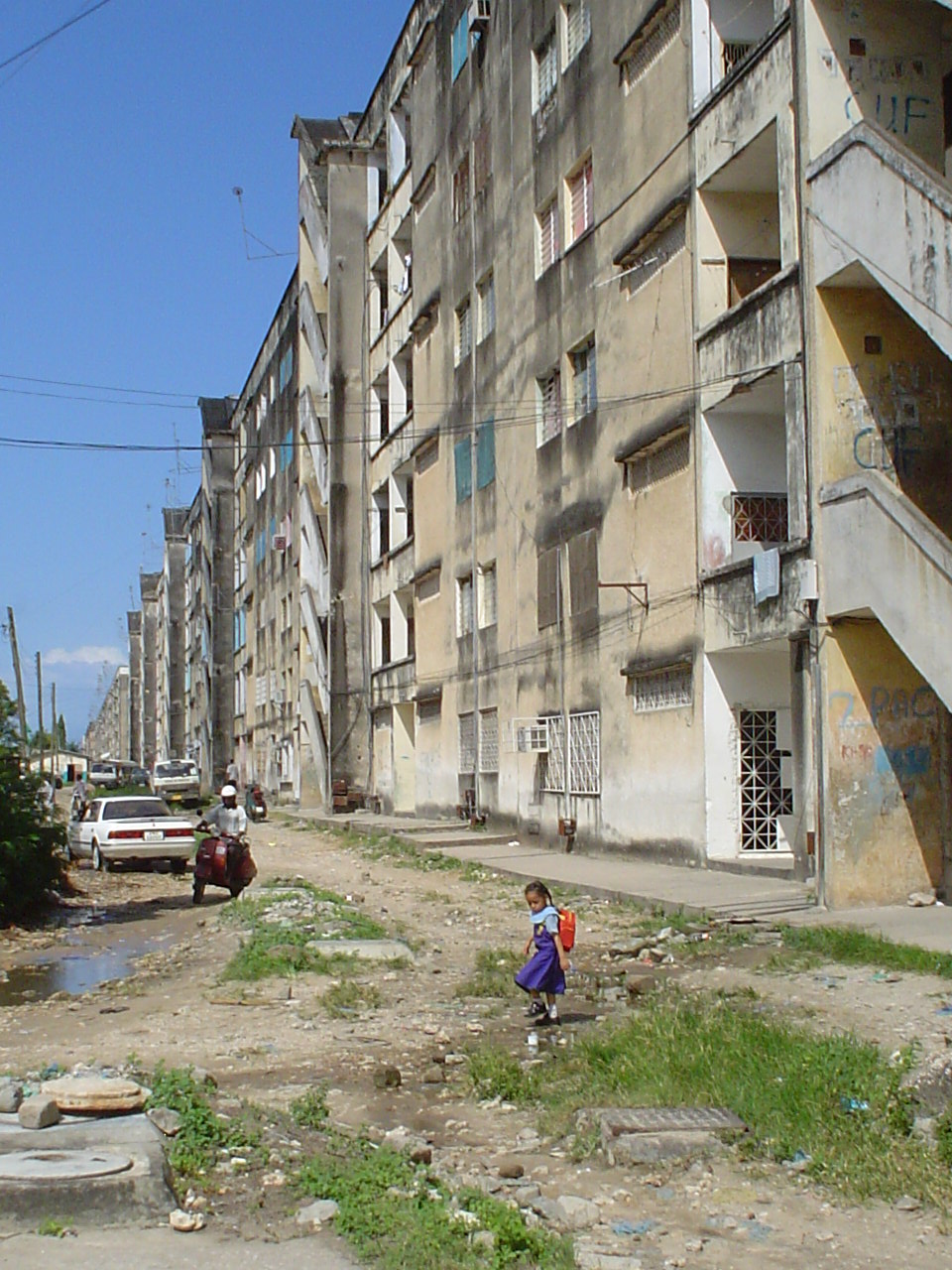
Занзибар, многоэтажки, построенные при содействии ГДР

Большая часть города застроена домами арабского типа из кораллового камня и представляет собой лабиринт узких улиц. Двух-трёхэтажные дома с плоскими крышами смыкаются сплошной стеной вокруг внутренних двориков, с расписными ставнями и решётками, резными дверями с символическими изображениями рыб, лотоса и цепей. Мечети, арабский форт, дворец султанов. Европейские постройки конца XIX в.: англиканская и католическая церкви. Государственный музей Занзибара (бывший Мемориальный музей). Предприятия мыловаренной, парфюмерной, кожевенно-обувной, пищевой промышленности; ремесленные мастерские. Морской порт (вывоз гвоздики, копры, цитрусов, гвоздичного масла), аэропорт. В африканском пригороде Нгамбо — глиняные хижины с крышами из пальмовых листьев
Здесь родился британский певец Фредди Меркьюри